# Marco Junio Silano (cónsul 25 a. C.)
Marco Junio Silano  fue un senador y cónsul romano en 25 a. C. junto con el emperador Augusto.

## Familia
Silano provenía de la familia noble de los Junios Silanos. Fue cuñado del triunviro Marco Emilio Lépido.
El nieto de Silano, Marco Junio Silano Torcuato, fue cónsul en 19 y se casó con una bisnieta de Augusto.

## Carrera
Silano sirvió como uno de los legados de Julio César en 53 a. C. Apoyó a su cuñado Lépido en 44 a. C. después del asesinato de César, acompañándolo a los Alpes. El año siguiente, Lépido lo envió con un destacamento de tropas para reunirse con Marco Antonio en la batalla de Mutina, pero se negó a aceptar la responsabilidad por la ayuda proporcionada por Silano. Tras perder el favor de los triunviros, en 39 a. C. se alió a Sexto Pompeyo. Pudo regresar al servicio de Antonio bajo los términos del pacto de Misenum. Posteriormente, Silano sirvió bajo el mano de Antonio en Acaya y Macedonia  de 34 a 32 a. C., con el título de quaestor pro consule o quizás proquaestor. Alrededor de esta época, también fue elegido augur.
Antes de la batalla de Accio, Silano se dirigió a Octaviano. El futuro emperador lo alzó al patriciado en 30 a. C. y obtuvieron el consulado juntos en 25 a. C.